# Curimatá

Curimatá este un oraș în Piauí (PI), Brazilia.